# BBC Wildlife
BBC Wildlife est un magazine mensuel britannique tout en couleurs sur papier glacé consacré à la vie sauvage, fondé par BBC Worldwide, publié par la division BBC Magazines Bristol.
BBC Wildlife est lancé en janvier 1963 sous le titre Animals Magazine. En 1983, il est rebaptisé BBC Wildlife Magazine par les BBC Magazines (en) et publié pendant 23 ans par Rosamund Kidman Cox. En mai 2004, BBC Wildlife passe chez « Origin Publishing ».

## Conseil consultatif
- David Attenborough
- Chris Baines (en)
- Jane Goodall
- Simon King
- George Monbiot
- Stephen Moss (en)
- Jonathon Porritt

## Contributeurs réguliers
- Mark Carwardine
- Dominic Couzens (en)
- Phil Gates
- Richard Mabey (en)
- Matthew Wilson

## Source de la traduction
- (en) Cet article est partiellement ou en totalité issu de l’article de Wikipédia en anglais intitulé « BBC Wildlife » (voir la liste des auteurs).